# Carling (cerveza)
Carling es una cervecería canadiense fundada por Thomas Carling en London, Ontario, en 1840. En 1952 Carling Lager se vendió por primera vez en el Reino Unido; a principios de la década de 1980 se convirtió en la marca de cerveza más popular del Reino Unido (por volumen vendido). La compañía cambió de manos numerosas veces; fue adquirida por Canadian Breweries Limited, que eventualmente fue rebautizada Carling O'Keefe, que se fusionó con Molson, que luego se fusionó con Coors para formar Molson Coors Brewing Company. En Sudáfrica, SABMiller distribuye las marcas Carling.

## Patrocinios
Carling fue patrocinador principal de la Premier League del fútbol inglés desde su segunda temporada en 1993 hasta 2001, regresando como socio oficial en 2016, y los festivales de Reading y Leeds entre 1998 y 2007. Carling es la cerveza oficial del equipo nacional de fútbol de Escocia y en 2010 y 2011 fueron los patrocinadores de la Copa de Escocia. En 2012, Carling finalizó su patrocinio de nueve años de la Football League Cup, luego llamada Carling Cup. A partir de 2013 patrocinaron la IFA Premier League de Irlanda del Norte. Carling patrocinó los dos principales clubes escoceses de fútbol, Celtic y Rangers, desde 2003 hasta 2010.